# Sanitz
Sanitz è un comune del Meclemburgo-Pomerania Anteriore, in Germania.

Appartiene al circondario di Rostock.